# يان لاشور
يان لاشور (بالفرنسية: Yann Lachuer)‏ هو مدرب كرة قدم ولاعب كرة قدم فرنسي في مركز الوسط، ولد في 5 أغسطس 1972 في شامبيني سور مارن في فرنسا. لعب مع باريس سان جيرمان ونادي أورليانز ونادي أوكسير ونادي باستيا ونادي تروا ونادي شاتورو ونادي كريتيل.

## وصلات خارجية
- يان لاشور على موقع قاعدة بيانات كرة القدم.إي يو (الإنجليزية)
- يان لاشور على موقع ليكيب (الفرنسية)
- يان لاشور على موقع عالم كرة القدم.نت (الإنجليزية)